# オトマート (ミサイル)
オトマート（Otomat）は、イタリアのオート・メラーラ社とフランスのマトラ社によって開発された対艦ミサイル。名称はOTOmelaraとMATraのアクロニムである。現在ではMBDA社によって製造されている。1990年時点での単価は、フランス版で52万3,900ドル（約7,974万円）、イタリア版で51万4,800ドル（約7,835万円）であった。

## 来歴
オート・メラーラ社とマトラ社のプライベート・ベンチャーとして、まず1967年より研究が着手され、1969年より本格的な開発が開始された。誘導試射は1972年2月より開始され、オトマートMk.1は1976年に就役した。
また、1973年5月からは改良型のオトマートMk.2の開発も開始されており、1974年1月より試験に入った。また、超音速化したオトマック（Otomach）の開発も計画されていたが、これは1992年に断念された。
2015年現在最新のオトマートMk.2ブロックIVは、2006年に試射に成功、イタリア海軍では2007年に装備化されている。

## 設計
設計面では、マトラ社がイギリスのホーカー・シドレー社と共同開発したマーテルの発展型にあたる。エンジンとして、マーテルでは固体燃料ロケットが搭載されていたのに対し、本機では、サステナーをチュルボメカ テュルモをもとにしたアルビゾン・ターボジェットエンジンに変更した。
初期型であるオトマートMk.1はファイア・アンド・フォーゲットの対艦ミサイルであり、中間航程では慣性誘導、終末航程ではXバンド・レーダーによるアクティブ・レーダー・ホーミング（ARH）誘導となっている。一方、オトマートMk.2は中間慣性誘導に目標情報の更新機能を付与するとともに、翼を折り畳み式にすることで発射筒もコンパクトになっており、オトマートMk.1なら1発分であったスペースに2発を搭載することができる。
オトマートMk.2には、目標情報の送受信方式の違いから、フランスのERATOとイタリアのTESEOの2種類があるが、ERATOを採用しているのはサウジアラビア海軍のみである。
ERATO（Extended Range Targeting of Otomat）
中間航程では母艦からのリンクによって目標情報を受信することから、ミサイルは900メートルの高度を飛翔する。最後の目標情報を受信したのち、ミサイルは高度20メートルまで降下してシースキミングに入る。このような誘導方式であることから、母艦とのリンクを保つ必要上、最大射程は166 km程度に制約される一方、同時に複数目標との交戦が可能となっており、16発のミサイルで6個の目標を攻撃することができる。
なお、目標は母艦の水平線外（OTH）にあることから、測的はヘリコプターによって行われる。
TESEO（テーセウスのイタリア語表記）
中間航程では、ヘリコプターとのリンクを介して目標情報を受信する。このため、ERATOと異なり、全航程でシースキミングを行うことが可能となり、途中で探知・撃墜されるリスクを低減している。一方で同時多目標交戦は困難であり、事実上、発射艦1隻につき1個の目標しか攻撃できない。
オトマートMk.2ブロックIVでは、中間誘導にGPSを選択可能として、対地攻撃にも対応した。また電子防護能力の強化や攻撃プロファイルの精緻化（3次元的ウェイポイントの設定や同時弾着射撃（TOT）能力の確保、要撃回避機動の導入）が図られている。

## 搭載艦
イタリア海軍
- アウダーチェ級駆逐艦
- デ・ラ・ペンネ級駆逐艦
- アンドレア・ドーリア級駆逐艦
- ルポ級フリゲート
- マエストラーレ級フリゲート
- カルロ・ベルガミーニ級フリゲート
- スパルヴィエロ級ミサイル艇

 フランス海軍
- ル・ノルマン級フリゲート「ル・バスク」（試験搭載）

 リビア海軍
- ヴォスパー・ソーニクロフトMk.7型フリゲート「ダット・アサワリ」
- ワディ・ムラク級コルベット

 サウジアラビア海軍
- アル・マディーナ級フリゲート（ERATO）

 バングラデシュ海軍
- 「バンガバンドゥ」

 マレーシア海軍
- ラクシュマナ級コルベット

 エジプト海軍
- ラマダン級ミサイル艇

 ケニア海軍
- ニャヨ級ミサイル艇

 ナイジェリア海軍
- MEKO 360型フリゲート「アラドゥ」

 ベネズエラ海軍
- マリスカル・スクレ級フリゲート

 ペルー海軍
- カルバハル級フリゲート